# 德比德比·德比魯
德比德比·德比魯(日语： debidebi debiru */?）是日本的虛擬YouTuber，所屬事務所為彩虹社，SEEDs二期出身。 暱稱包括「德比大人」、「德比」和「德比醬」。角色設計由巻羊負責。代表標記是「門+憤怒的惡魔臉」。觀眾被稱為「契約者」。

## 歷程
2018年8月31日， 德比德比·德比魯作為彩虹社SEEDs二期生的第二彈 ，於Twitter上首次發文「異界的大門開啟了」，正式開始活動。同日，他在頻道上傳第一支自我介紹影片 ，並在YouTube上進行了首次直播。目前使用的頻道在2019年左右開始盈利。他還參與了在「CAMPFIRE  眾籌獎 2021」上獲得娛樂獎的《カタシロ》舞台化項目。

## 人物
德比德比·德比魯是異世界的魔鬼，開始活動是為了通過讓人類知曉自己的存在來獲得強大的力量。根據他的訪談，作為VTuber進行直播活動，並集聚人類的崇拜本身就是一種契約。此外，他喜歡喝酒，經常一手拿著酒進行直播，也定期舉行禁酒直播。他還參與了飲酒聊天合作等活動。由於擁有灰色的小型毛絨玩具般的外觀，有時會被稱為「無尾熊」，這也促使他在2020年為了幫助受澳洲叢林大火影響的無尾熊進行募款。他以獨特的聲音受到了喜愛，並且具有被調侃的角色特徵，直播時他總是努力讓自己享受其中。他的目標包括增加契約者數量，獲得所有人類的崇拜，並奪取皮卡丘的地位。在anan的訪談中，他提到自己第一次玩過的遊戲是《超級瑪利歐兄弟3》，最熱衷的遊戲是《隻狼：暗影雙死》，而珍貴的遊戲是《零系列》。 他主要發布的影片包括遊戲直播和唱歌等內容 。